# Ferdinand Brunetière
Ferdinand Brunetière (Toulon, 1849. július 19. – Párizs, 1906. december 9.) francia író, kritikus, irodalomtörténész.

## Élete
1875-től a Revue des deux Mondes című folyóirat állandó munkatársa, majd szerkesztőségi titkára, 1893-tól pedig főszerkesztője volt. A lapban sok fontos, bár gyakran ellentmondást keltő kritikai tanulmányát közölte. 1886-ban a párizsi École normale supérieure-ön docens (előadó tanár, maître de conférence), később a párizsi Sorbonne professzora lett. Tanítása nagy hatással volt a fiatalabb nemzedék esztétikai és kritikai gondolkodására. A Francia Akadémia tagjai közé választotta (1894).

## Munkássága
Az irodalomtörténetben új módszert honosított meg: az irodalmi jelenségek magyarázatánál Charles Darwin és Ernst Haeckel fejlődéstani elméletét igyekezett érvényesíteni. Törekvése, hogy az irodalomtörténetre is alkalmazza az evolúció tanát, nem járt sikerrel. Kritikai munkáiban a tárgyilagosság és pontosság híve, de erősen dogmatikus volt. Esztétikai ideáljának a 17. századi nagy írók alkotásait tekintette, ítéleteit az azokkal való összevetésből vezette le. A művekben mélyebb morális tartalmakat keresett. Korának újabb irányzatait, a l’art pour l’art elvét és a naturalizmust elvetette, velük szemben is a francia klasszicizmus elsőbbségét vallotta. A naturalista regényt, főleg Zolát túlzásaiért, az állati ösztönök egyoldalú előtérbe helyezéséért élesen támadta, a naturalizmus ellenében jelentkező szimbolistákat ellenben jóindulattal üdvözölte.

## Fő művei
- Études critiques sur l’histoire de la littérature française (8 kötet, 1880–1907)
- Le Roman naturaliste (1883)
- Histoire et littérature (3 kötet, 1884)
- Questions de critique (1888)
- Nouvelles questions de critique (1890)
- Évolution de la critique (1890)
- Évolution des genres dans l’histoire de la littérature (2 kötet, 1890)
- Époques du théâtre français (2 kötet, 1891–1892)
- Histoire de la littérature française classique (4 kötet, 1891–1892)
- Essais sur la littérature contemporaine (1892)
- Évolution de la poésie lyrique en France au dix-neuvième siècle (2 kötet, 1892–1894)
- La science et la religion (1895)
- Nouveaux essais sur la littérature contemporaine (1895)
- Bases de la croyance (1896)
- La Renaissance de l'idéalisme (1896)
- Manuel de l’histoire de la littérature française (1898)
- Discours académiques (1901)
- Les raisons actuelles de croire (1901)
- Victor Hugo (2 kötet, 1902)
- Variétés littéraires (1904)
- Cinq lettres sur Ernest Renan (1904)
- Sur les chemins de la croyance (1904)
- Honoré de Balzac, 1799–1850 (1906)
- Discours de combat (3 kötet, 1900, 1903, 1907)
- Lettres de combat (posztumusz, 1912)

## Magyarul
- Brunetière Ferdinand válogatott kritikai tanulmányai; ford. Gulyás Pál; Franklin, Bp., 1927 (Kultúra és tudomány)